# キャンプ・ブーン
キャンプ・ブーン (Camp Boone) は沖縄県宜野湾市宇地泊にかつてあった米軍基地（施設番号：FAC6053）。牧港J地区 (Machinato J Area) ともよばれた。

## 概要
米軍は沖縄戦のさなかから、占領地に大規模に工兵隊を導入して基地建設を開始した。前線で日本軍とたたかい、沖縄戦を生きのびた住民は民間人収容所に収容し、圧倒的な速度と物量で基地建設をすすめた。
普天間飛行場の周辺では、西側の真志喜地域も接収してキャンプ・マーシーを設置し、陸軍病院、獣医センター、米兵家族の小学校などを建設。さらに牧港湾の宇地泊にはキャンプ・ブーンを設立して憲兵隊司令部、陸軍中央パス発行所、野外集積場、陸軍中央パス発行所、陸軍民間人事部などを敷設し、主に基地の治安維持、保全を図るための施設を集約した。
キャンプ・ブーン
- 場所: 宜野湾市字宇地泊
- 面積: 151,000㎡

- 南部警備大隊 (現在のガジュマル児童公園のあたり)

## 歴史

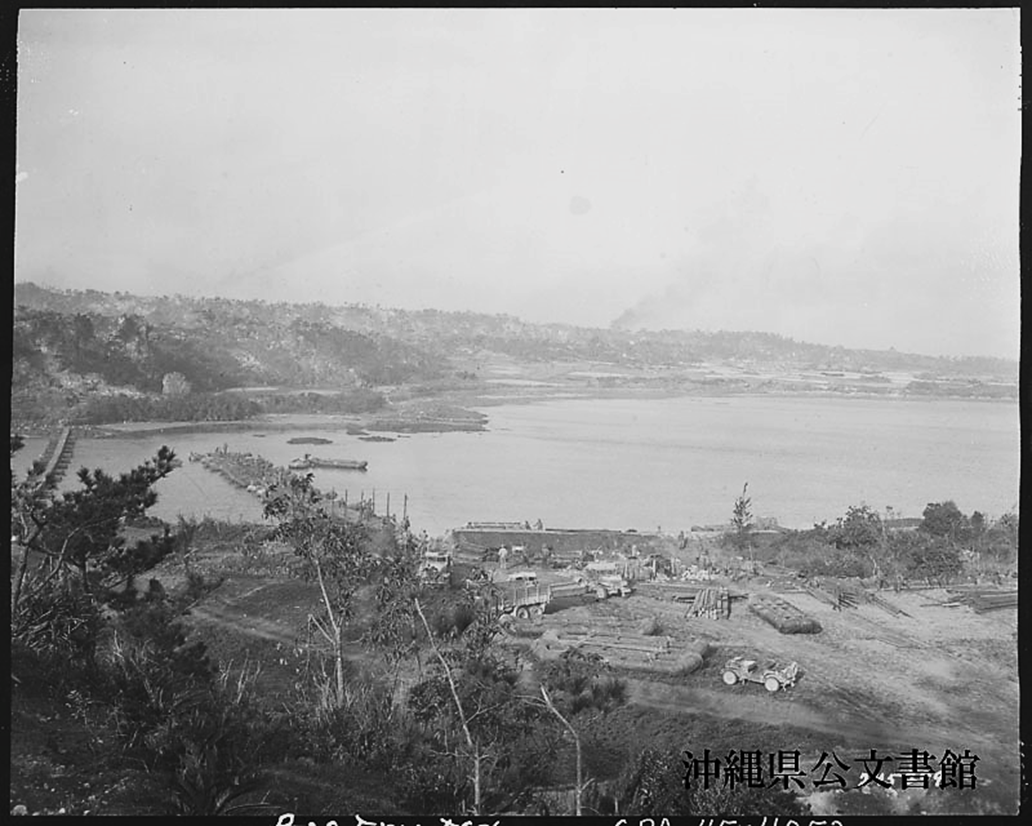
宇地泊に作られた浮橋

1945年、日本軍が破壊した橋を海軍建築大隊が「魔法の箱」で浮橋を構築する。
1957年5月24 日: キャンプ・ブーンのビルT-55にガス室 (gas chamber) があり、毒ガス等の実戦を意識した訓練を伊佐浜、泡瀬、普天間、ボロー・ポイント、読谷、与那原、松田レンジ、栄野比、宜野座、漢那、金武、喜瀬武原、屋嘉、ギンバル、北部訓練場、キャンプ・ブーン等で行うことが記されている。
1969年10月31日: 約 2,000 ㎡を返還。 
1972年５月15日: 沖縄返還協定で学校・倉庫及び事務所の使用としてキャンプ・ブーンの提供。
1974年12月10日: 全返還。宅地整備事業で住宅や公園を整備する計画が進められる。
1977年1月10日: 跡地に新設中学校を建設することを決定。

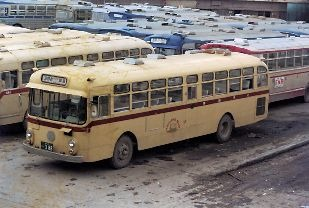
730をもって退役した729バスは、海外に輸送されるまでキャンプ・ブーンに保管された。

1978年1月1日: 宜野湾市立真志喜中学校の設置。
1978年7月30日: 米軍占領下における道路の右側通行から返還後に左側へ変更する、通称ナナサンマル (730) とよばれる大規模な交通改革を前に、県内の公的交通機関であるバスも左ハンドル、右乗降口を逆にする必要があり、バスの新車が1,019車両用意された。そのうち944台が5月頃からキャンプ・ブーン跡地に保管された。7月30日の前日深夜にいっせいに那覇バスターミナルに移管され、入れ替えに右乗降口の旧車両 (729バス) が保管された。

### 大謝名特飲街
キャンプ・ブーンの南側は国道58号線に隣接し、三叉路となっている大謝名交差点を中心に、東側にキャンプ・マーシー、そして南側に普天間基地があり、周辺に大謝名特飲街が形成された。

### キャンプ・ブーンのなかの遺跡群
- 宇地泊西原丘陵古墳群
- マヤーガマ
- 龍宮神の拝所
- ナークガマ
- ヒートゥージーとヒートゥーモー
- ウグゥワンシー山

宇地泊歴史文化マップを参照

## 参考項目
沖縄の米軍基地
戦前の宇地泊